# Gymnophaps mada
Gymnophaps mada là một loài chim trong họ Columbidae.
Đây là loài đặc hữu của Indonesia và sinh sống ở rừng trên núi và rừng vùng đất thấp bị xáo trộn ở Buru. Trước đây nó được coi là đặc trưng của chim bồ câu núi Seram. Đây là một loài chim bồ câu có kích thước trung bình dài 33–38,5 cm, có lông chỏm đầu và cổ lông màu xanh xám, phần trên màu xám đá phiến sẫm hơn, cổ họng và vú có màu hồng nhạt đến trắng nhạt dần trở thành màu trắng. màu hồng về phía bụng. Loài này hơi lưỡng hình giới tính, chim mái nhỏ hơn và có nhiều màu đỏ sẫm trên ức.
Chim bồ câu núi Buru ăn trái cây. Mùa sinh sản của nó được cho là từ tháng 10 đến tháng 12. Nó được Liên minh Bảo tồn Thiên nhiên Quốc tế (IUCN) liệt kê là loài ít quan tâm trong sách đỏ IUCN do có phạm vi đủ lớn và dân số ổn định. Tổng số lượng ước tính là 20.000–49.999 cá thể.